# إلمر ستيل
إلمر ستيل (بالإنجليزية: Elmer Steele) هو لاعب كرة قاعدة أمريكي، ولد في 17 مايو 1886 في بكبسي في الولايات المتحدة، وتوفي في 9 مارس 1966 في قرية رينبك في الولايات المتحدة.

## وصلات خارجية
- إلمر ستيل على موقع دوري كرة القاعدة الرئيسي (الإنجليزية)
- إلمر ستيل على موقعبيزبول رفرنس.كوم (الدوري الرئيسي) (الإنجليزية)
- إلمر ستيل على موقعبيزبول رفرنس.كوم (الدوري الثانوي) (الإنجليزية)
- إلمر ستيل على موقع إي إس بي إن.كوم (أم.أل.بي) (الإنجليزية)
- إلمر ستيل على موقع مشجعي الرسوم البيانية (الإنجليزية)